# Lancia Zeta-12/15HP
Costruita in modeste quantità nel triennio 1912/1914, la Lancia Zeta 12-15 HP rimane un modello di vettura Lancia abbastanza misteriosa: spesso è stata confusa con il veicolo militare Lancia-Ansaldo 1Z, ma la teoria più recente sostiene invece che nessuna parentela esistesse tra il veicolo militare e la Zeta.
Di là da queste incertezze storiche e dello scarso successo commerciale ottenuto, si può tranquillamente affermare che la 12-15 HP Zeta era un prodotto assolutamente innovativo: il motore era di cilindrata ridotta ma non derivava dal solito monoblocco costruito sino ad allora - differenziandosene per l'albero motore e per il sistema di raffreddamento - mentre la trasmissione prevedeva un curioso sistema in cui il cambio (a due rapporti, in blocco col differenziale) era accoppiato a un doppio rapporto corona/pignone in modo da ottenere i consueti quattro rapporti. Il sistema di trasmissione può essere così sommariamente descritto: il moto era  trasmesso, mediante un albero intubato, al transaxle posteriore; quando la terza marcia era innestata, essa utilizzava una serie di pignoni attraverso un sistema di ingranaggi con dentatura interna. Inserendo la quarta marcia si disinnestava il primo gruppo di pignoni e l'accoppiamento si aveva con il secondo gruppo, sempre utilizzando gli ingranaggi con dentatura interna. Le due corone, solidali tra loro, trasmettevano poi il moto alle ruote mediante un normale differenziale.
Questo sistema provocava però problemi di frenatura del veicolo dovuti al transaxle posteriore (albero di trasmissione in folle) che venivano risolti mediante l'adozione di due freni concentrici (uno dentro l'altro) per ciascuna ruota: in tal modo, su ogni ruota agivano due freni a doppia ganascia, uno comandato a mano e uno a pedale. Da notare che, dopo i primi esemplari, il sistema veniva modificato e le ultime Zeta montavano un solo tamburo per ruota, molto largo, con i due freni montati fianco a fianco.
Altra particolarità nella frizione: una frizione multidisco a secco con trasmissione flessibile, cioè con uno smorzatore costituito da un disco di cuoio inserito tra la frizione e il volano (successivamente questo smorzatore veniva assistito da molle elicoidali radiali).
Al pari delle altre Lancia del periodo, anche nel caso della Zeta il telaio era disponibile in due diverse dimensioni di passo (362,5 cm oppure 378 cm) e con due diverse angolazioni del piantone dello sterzo (38° oppure 50°).
Pare che il numero di Zeta costruite sia stato di appena 34 unità.

## Caratteristiche tecniche
- Periodo produzione : anni 1912-1914
- Motore : Tipo 59; motore anteriore, longitudinale, a 4 cilindri in linea, monoblocco (in ghisa), alesaggio 80 mm, corsa 130 mm, cilindrata totale 2.613,80 cm³, testa cilindri fissa, basamento in lega d'alluminio, distribuzione a valvole laterali parallele (2 valvole per cilindro) comandate  tramite un albero a camme laterale  (nel basamento) azionato da ingranaggi; albero motore su tre supporti; rapporto di compressione 4,5:1, potenza massima 30 CV a 1.800 giri/minuto; alimentazione mediante pompa con carburatore verticale monocorpo Zenith; accensione a magnete ad alta tensione (Bosch) con valore dell'anticipo regolabile manualmente; lubrificazione forzata, con pompa; capacità del circuito di lubrificazione 6 litri; raffreddamento ad acqua, circolazione forzata, radiatore a tubi alettati, ventola meccanica;
- Trasmissione: ad albero con giunti cardanici, trazione sulle ruote posteriori; frizione multidisco a secco; cambio in blocco con il differenziale, a 4 rapporti più retromarcia, con III e IV in presa diretta (riduzione finale: 4,467:1 (15/67) per la III e 3,583:1 (12/43) per la IV); comando cambio a leva laterale;
- Sospensioni: anteriormente ad assale rigido e balestre longitudinali semiellittiche, posteriormente ad assale rigido con balestre longitudinali a 3/4 di ellisse;
- Freni: freno a pedale e freno a mano (meccanici) agenti sulle  ruote posteriori (tamburo doppio, poi sostituito da un solo tamburo ma di larghezza maggiore);
- Ruote e pneumatici: ruote in legno a razze; pneumatici 810 x 90 oppure 815 x 105;
- Sterzo: posizione guida a destra; inclinazione del piantone disponibile in due diverse configurazioni (38° oppure 50°); sterzo a vite e ruota;
- Serbatoio carburante: capacità 60 litri;
- Telaio: in acciaio, a longheroni e traverse; passo 279,5 cm (passo corto) oppure 285 cm, carreggiata anteriore 137 cm,  carreggiata posteriore 137 cm; lunghezza del telaio 362,5 cm (passo corto) oppure 378 cm, larghezza del telaio 161,5 cm; peso del telaio, in ordine di marcia, 740 kg;
- Prestazioni: velocità massima circa 100 km/h;
- Prezzo: autotelaio 8.500 lire;
- Numerazione telai: tra il n. 862 e il n. 1799 (la numerazione include, oltre al modello Zeta, i modelli Epsilon ed Eta; si stima che gli esemplari costruiti siano 34.